# تولدی دیگر (مجموعه تلویزیونی)
تولدی دیگر مجموعۀ تلویزیونی ایرانی به کارگردانی داریوش فرهنگ و تهیه‌کنندگی مسعود رسام و بیژن بیرنگ است. این مجموعه محصول سال ۱۳۷۸ و ۱۳۷۷ شبکه پنج صدا و سیمای جمهوری اسلامی است.

## خلاصۀ داستان
این مجموعه داستان زن و شوهری مرفه را روایت می‌کند که در آستانه کشمکش طلاق با وجود سه فرزند هستند. ماجرای داستان از آنجا آغاز می‌شود که این زن و شوهر موقع رفتن به یک میهمانی در لواسان در حین مشاجره دچار حادثه شده و ماشین آنها به دره سقوط می‌کند و آتش می‌گیرد. شوهر در آخرین لحظات از اتومبیل بیرون می‌پرد و به کمک نیروهای امداد نجات پیدا می‌کند، اما در این تصادف اثری از زن وجود ندارد. زن که چهره‌اش سوخته، توسط یک دکتر جراح پلاستیک پیدا می‌شود و پس از تغییر چهره به صورت پرستاری ناشناس به منزل سابق خود بر می‌گردد و این بار به نوعی دیگر برخورد می‌کند. به طوری که فرزندان، همسر و مادر شوهر خود را به شدت مجذوب می‌کند تا جایی که آن‌ها به شخصیت اصلی او پی برده و همسرش مجدداً از او تقاضای ازدواج می‌کند.

## بازیگران
- جمیله شیخی (تاج الملوک، خانم بزرگ)
- عبدالرضا اکبری (حمید نامی)
- لعیا زنگنه (مهربان بهرامی/ فروغ بدیعی)
- فریبا متخصص (فروغ بدیعی)
- محمود عزیزی (دکتر حسین بهرامی)
- فرهاد جم (مهدی بدیعی، برادر فروغ)
- زهره حمیدی (احترام، همسر دکتر بهرامی)
- مریم سعادت (خانم آسایش، پرستار بچه‌ها)
- پوراندخت مهیمن (خانم نصیر، مدیر پرورشگاه)
- فاطمه طاهری (شوکت، خدمتکار خانم بزرگ)
- عباس محبی (جعفر، خدمتکار خانم بزرگ)
- ساناز سماواتی (مهتاب، همسر مهدی)
- مهران ضیغمی (سهیل نامی، پسر فروغ و حمید)
- گلشید اقبالی (سارا نامی، دختر فروغ و حمید)
- امین زمانی فرد (سامان نامی، پسر فروغ و حمید)
- منصور والامقام (مهندس کریمی، کارمند شرکت حمید)
- مسعود موسوی (مهندس کاظمی، کارمند شرکت حمید)
- نعمت‌الله گرجی (نعمت، آبدارچی شرکت حمید)
- الهام جعفرنژاد (پریسا)
- آتوسا قریشی (خانم نوین، منشی شرکت حمید)
- اسماعیل خدابخش (سرگرد آگاهی)
- مهدیس عزیزپور (لاله)
- یاسمن خدایار (سوگل، دختر مهدی)
- ناصر گیتی جاه (پرستار بچه)
- بهرام محمدی پور (صاحب ملک پرورشگاه)
- حشمت آرمیده (آرایشگر)
- فرزانه قنواتی
- نسیم جوانمرد
- شمس‌الله دولتشاهی
- خسرو خان محمدی